# 平塚市立金旭中学校
平塚市立金旭中学校（ひらつかしりつきんきょくちゅうがっこう）は神奈川県平塚市広川にある市立の中学校。金旭の名は、設立時に学校組合を構成した金目村、金田村および旭村に由来する。

## 沿革
- 1947年（昭和22年）4月30日 - 組合立金旭中学校として設立（教職員発令）[1]。
- 1948年（昭和23年） - 現校地に校舎設置[5]。
- 1958年（昭和33年） - プール設置（平塚市立学校としては最初となる[6]）。
- 1969年（昭和44年） - 特別教室棟建設（校舎北棟）[5]。
- 1972年（昭和47年） - 管理教室棟（校舎南棟西）建設[5]。
- 1973年（昭和48年） - 管理教室棟（校舎南棟東）建設[5]。
- 1976年（昭和51年） - 体育館建設[5]。
- 1984年（昭和59年） - 普通教室・特別教室棟（校舎中棟）建設[5]。
- 2016年（平成28年）度 - 校舎大規模改修工事[1]。

## 交通
- 神奈川中央交通
  - JR東海道線平塚駅から
    - 「平73」東海大学行で「金旭中学校前」バス停下車。
    - 「平71」「平74」秦野駅行で「飯島」バス停下車、徒歩3分。

  - 小田急小田原線秦野駅から「平71」「平74」平塚駅北口行で「飯島」バス停下車、徒歩3分。

## 周辺
- 国道271号小田原厚木道路
- 神奈川県道63号相模原大磯線

## 通学地域
- 平塚市立金田小学校
- 平塚市立金目小学校の一部
- 平塚市立松延小学校
  - 詳細な地区・番地等は、小中学校学区（平塚市ホームページ内）を参照。